# 姚楷
姚楷（？—？），原名名勝，字醉蘭，號朴侯，亦號石湖，晚字粹堂，安徽太平府繁昌縣人，清朝政治人物。

## 生平
光緒十六年（1890年）庚寅恩科三甲第八十二名進士。同年五月，著交吏部掣籤，分發各省以知縣即用。歷任山西高平縣、臨晉縣、萬泉縣、榮河縣、陽曲縣、平遙縣、安邑縣七縣知縣及絳州直隸州、忻州直隸州、解州直隸州、平定直隸州四直隸州知州。